# Colonia Agustín Olvera
Colonia Agustín Olvera es una localidad de México perteneciente al municipio de Acatlán en el estado de Hidalgo.

## Geografía
Se encuentra en la región geográfica del Valle de Tulancingo, la localidad se encuentra localizada en las coordenadas geográficas 20°7′8.65″N 23°26′46.491″O / 20.1190694, -23.44624750, con una altitud de 2180 m s. n. m. Se encuentra a una distancia aproximada de 3.43 kilómetros al suroeste de la cabecera municipal, Acatlán.
En cuanto a fisiografía se encuentra dentro de la provincia del Eje Neovolcánico dentro de la subprovincia de Llanuras y Sierras de Querétaro e Hidalgo; su terreno es de sierra y lomerío. En lo que respecta a la hidrología se encuentra posicionado en la región del Pánuco, en la cuenca del río Moctezuma, en la subcuenca de Metztitlán. Cuenta con un clima semiseco templado.

## Demografía
En 2020 registró una población de 405 personas, lo que corresponde al 1.82 % de la población municipal. De los cuales 186 son hombres y 219 son mujeres. Tiene 111 viviendas particulares habitadas.
| Gráfica de evolución demográfica de Colonia Agustín Olvera entre 1960 y 2020                 |
|                                                                                              |
| Población de los censos y conteos del Instituto Nacional de Estadística y Geografía (INEGI). |